# Fokker F.XX
Die Fokker F.XX ist ein niederländisches Verkehrsflugzeug der 1930er Jahre, von dem lediglich ein Exemplar gebaut wurde.

## Entwicklung
Die F.XX entstand als Reaktion auf die in den USA in der Entwicklung befindlichen modernen Schnellverkehrsflugzeuge Boeing 247 und Douglas DC-2, die von den Fokker-Werken, die zu dieser Zeit neben Junkers auf dem europäischen Markt eine führende Position in der zivilen Luftfahrt einnahmen, als ernste Konkurrenz wahrgenommen wurden. Der Typ entstand 1933 und war das erste bei Fokker konstruierte Passagierflugzeug mit einziehbarem Fahrwerk. Das einzige, mit der Werknummer 5347 gebaute Exemplar erhielt den Eigennamen Zilvermeeuw (Silbermöwe) und wurde am 30. Juni 1933 als PH-AIZ registriert, von der niederländischen KLM erworben und ab dem 1. März 1934 auf der zusammen mit der Deutschen Lufthansa betriebenen Strecke Amsterdam–Berlin eingesetzt. 1936 wurde sie an die französische Fluggesellschaft Air Tropique verkauft und flog dort als F-APEZ, wurde aber noch im Oktober des Jahres an Spanien abgegeben. Dort flog sie als EC-45-E und stürzte im Februar 1938 bei El Prat de Llobregat ab. Fokker hingegen wandte sich der Konstruktion von viermotorigen Passagierflugzeugen wie der Fokker F.XXII zu.

## Konstruktion
Die F.XX ist ein freitragender Schulterdecker in Gemischtbauweise. Der Rumpf besitzt einen elliptischen Querschnitt und besteht aus einem geschweißten Stahlrohrgerüst, das im vorderen Bereich bis zur Fluggastkabine mit Elektron beplankt und dahinter mit Stoff bespannt ist. Im Bug ist zwischen dem mittleren Motor und der Führerkabine ein Gepäckraum untergebracht. Die Besatzung besteht aus zwei nebeneinander sitzenden Piloten und dem dahinter untergebrachten Funker. Die Fluggastkabine ist 4,90 m lang und 1,55 m breit bei einem Rauminhalt von 11,50 m³. Die Höhe variiert von 2,05 m unter Einbeziehung des Flügelmittelstücks im vorderen Bereich bis auf 1,80 m nach hinten abfallend. In ihr sind zwölf Sitze in Sechser-Zweierreihen angeordnet, davon die vier vordersten etwas erhöht. Hinter der Kabine befindet sich ein zweiter Gepäck- sowie ein Waschraum.
Die durchgehende Tragfläche beherbergt vier Kraftstoffbehälter mit insgesamt 2600 l Inhalt sowie weitere, von der Flügelunterseite zugängliche Gepäckräume. Das Gepäckraum-Gesamtvolumen beträgt 6,66 m³. Das Flügelmittelstück bildet die vordere, mit zwei Notausstiegen versehene Decke des Passagierraumes. Vom Rumpf bis etwa zur Flächenmitte sind zur Verringerung der Landegeschwindigkeit beidseitig an der Vorderkante aus Holz bestehende Schlitzflügel installiert, an der Hinterkante befinden sich innen Landeklappen und außen ebenfalls hölzerne Querruder. Die beiden Außenmotoren sind in Gondeln angeordnet, die gleichzeitig zur Unterbringung des Hauptfahrwerks in eingezogenem Zustand dienen und mit Streben an den Flügelunterseiten befestigt sind. Das Heckrad kann ebenfalls eingezogen werden. Die Spurweite der Haupträder beträgt 6,00 m.
Das Leitwerk der F.XX besteht aus dem Höhenleitwerk mit abgestrebter, während des Fluges verstellbarer Höhenflosse und dem einfachen Seitenleitwerk mit entlastbarem Seitenruder, beide aus Stahlrohr.

## Technische Daten

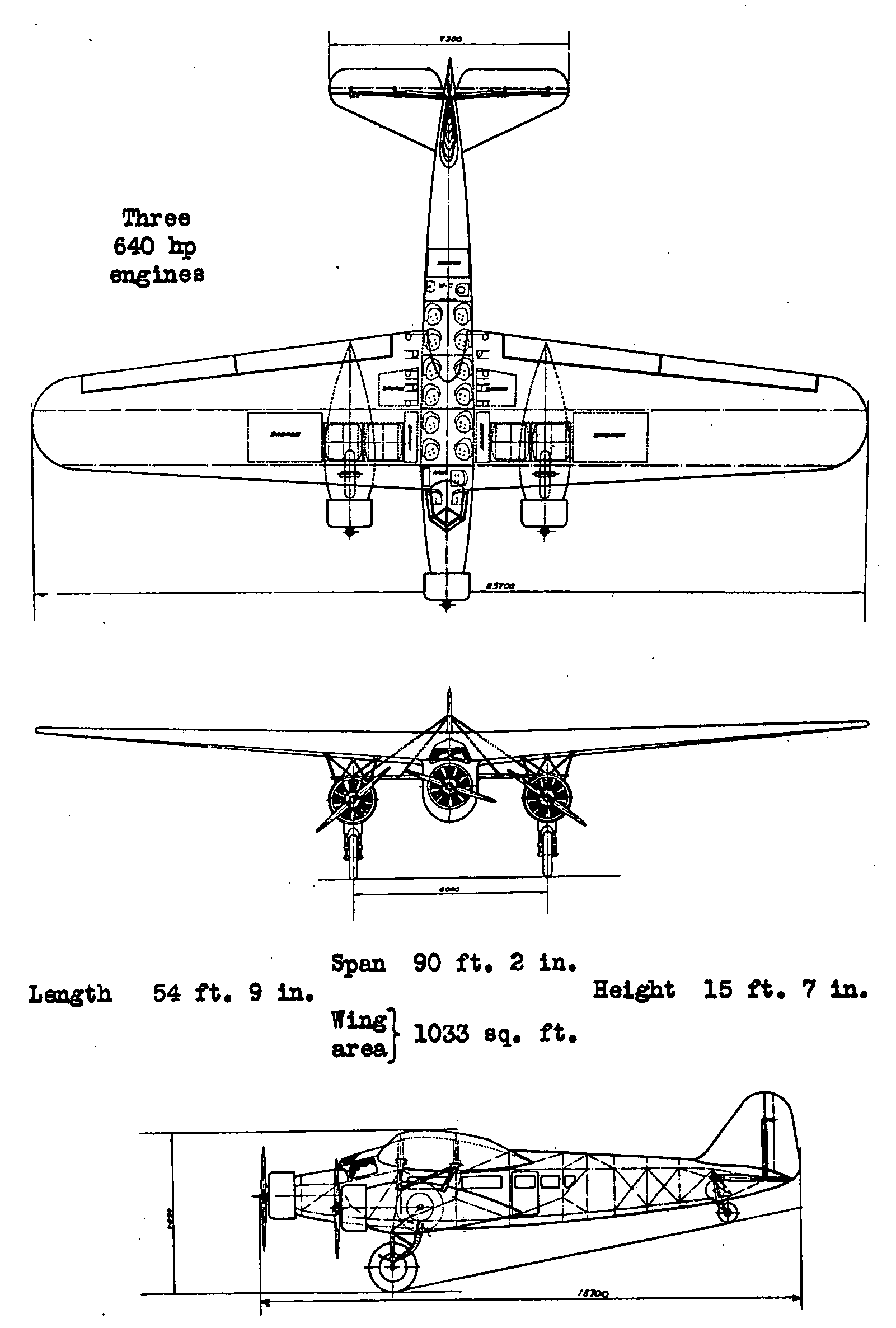
Dreiseitenriss

| Kenngröße              | Daten                                                                                         |
| ---------------------- | --------------------------------------------------------------------------------------------- |
| Besatzung              | 3                                                                                             |
| Passagiere             | 12                                                                                            |
| Spannweite             | 25,70 m                                                                                       |
| Länge                  | 16,70 m                                                                                       |
| Höhe                   | 4,55 m                                                                                        |
| Flügelfläche           | 96 m²                                                                                         |
| Flügelstreckung        | 6,9                                                                                           |
| Flächenbelastung       | 92 kg/m²                                                                                      |
| Leistungsbelastung     | 4,6 kg/PS                                                                                     |
| Rüstmasse              | 5350 kg                                                                                       |
| Nutzlast               | 3500 kg                                                                                       |
| Startmasse             | 8850 kg                                                                                       |
| Antrieb                | drei Wright R-1820F „Cyclone“ mit Zweiblatt-Metallluftschrauben                               |
| Leistung               | je 640 PS (471 kW)                                                                            |
| Kraftstoffvorrat       | 2600 l                                                                                        |
| Höchstgeschwindigkeit  | 300 km/h                                                                                      |
| Reisegeschwindigkeit   | 250 km/h                                                                                      |
| Mindestgeschwindigkeit | 117 km/h ohne Schlitzflügel 103 km/h mit Schlitzflügel                                        |
| Steiggeschwindigkeit   | 3,6 min auf 1000 m Höhe 8 min auf 2000 m Höhe 13,8 min auf 3000 m Höhe 22 min auf 4000 m Höhe |
| Gipfelhöhe             | 6000 m bei 8000 kg Startmasse 5300 bei 8850 kg Startmasse                                     |
| Reichweite             | 1660 km                                                                                       |
| Aktionsradius          | 650 km                                                                                        |